# الخالدية (السليل)
مركز الخالدية هو مركزٌ إداري تابعٌ لمحافظة السليل في منطقة الرياض ، وتصنف من فئة (ب) ورمزها 1376.